# Manolo Tavárez Justo

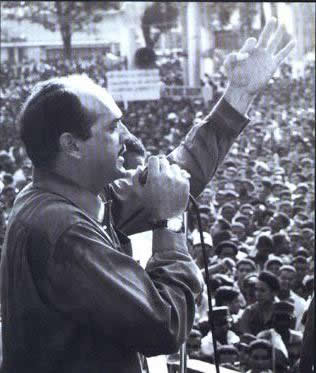

Manuel Aurelio "Manolo" Tavárez Justo (2 de janeiro de 1931 – 21 de dezembro de 1963) foi um advogado, líder político, revolucionário e guerrilheiro dominicano.

## Vida profissional e pessoal
Graduado como Bacharel em Filosofia e Letras na Escuela Normal de Varones. Anos depois obteve o título de Doutor em Direito na Universidade Autônoma de Santo Domingo.
Durante seus anos universitários conheceu Minerva Mirabal, com quem se casou em 30 de novembro de 1955, e tiveram dois filhos: Manuel Enrique e Minerva Josefina.

## Luta antitrujillista
Enquanto estava preso com seus companheiros do Movimiento 14 de Junio  na prisão de Puerto Plata em 1960, sua esposa Minerva Mirabal foi brutalmente assassinada, juntamente com outras duas irmãs, por agentes do Servicio de Inteligencia Militar (SIM), quando foram visitá-lo na prisão. O trágico fim das Irmãs Mirabal, os múltiplos suplícios sofridos pelos catorcistas nas prisões trujillistas e o carisma pessoal de Manolo e de vários de seus dirigentes, fizeram do Movimiento 14 de Junio a organização política mais prestigiada e atrativa para a juventude dominicana.
No final da ditadura, com a morte de Rafael Trujillo em 1961, Manuel Tavares Justo foi libertado da prisão, passando de imediato a liderar a luta contra os resquícios da tirania e a reorganizar o seu grupo político, que converteu em Movimiento Revolucionario 14 de Junio.

## Morte
Em 21 de novembro de 1963, ele e os demais membros do Movimiento 14 de Junio se levantaram em armas nas montanhas dominicanas em guerra aberta contra o triunvirato para exigir a restituição do governo de Juan Bosch deposto por um golpe de Estado e o retorno da Constituição de 1963. Em 21 de dezembro, Manuel Aurelio Tavárez Justo é fuzilado na seção Las Manaclas de San José de las Matas, na Cordilheira Central.